# 土屋夏五郎
土屋 夏五郎 （つちや なつごろう、安政5年6月15日（1857年8月4日） - 昭和11年（1936年）12月7日）は、山梨県出身の郷土史家。号は夏堂。

## 略歴
甲斐国八代郡白井河原村（後の東八代郡中道町、現在の甲府市白井町）に生まれ、徽典館で修学。その後教職に就き明治12年（1879年）に西八代郡富里村の市瀬学校校長心得となった後、同郡内、車田村の車田学校、三沢村の三沢学校、久那土村の久那土尋常小学校（現在の身延町立久那土小学校）、高田村の高田尋常小学校の各校長を務めている。明治31年（1898年）6月には宮城県の徴任に応じ、登米郡米山村（現在の登米市）の米岡小学校及び同郡南方村（現在の登米市）の南方小学校の校長となった、明治41年（1908年）12月に山梨県に帰郷後、明治42年（1909年）4月に西八代郡大塚村（現在の市川三郷町）の大塚尋常小学校（現在の市川三郷町立大塚小学校）校長を務め、大正2年（1913年）11月に退職するまでの36年間、西八代郡教育会長、宮城県登米地域の教育講習会長など教育関係の役職を務め教育界に貢献している。
その後、大正4年（1915年）に若尾謹之助により創設された山梨県志編纂会の編纂委員、武田神社由緒調査委員となっている。

## 著作
- 『峡南小学校生徒作文集』土屋夏五郎、伊藤貴策 編　徴古堂　明治18年(1885年)刊
- 『皇朝金言集』土屋夏五郎、稲垣要 編　文淦堂 明治27年(1894年)刊
- 『市川通覧』朗月堂 大正5年(1916年)刊
- 『峡中詩藻 歌俳編』 昭和3年(1928年)刊
- 『峡中詩藻 詩賦編』 昭和3年(1928年)刊
- 『清太芋先生事蹟考』昭和4年(1929年)刊
- 『峡中詩藻 文章編』 昭和5年(1930年)刊
- 『喜寿録』 昭和6年(1931年)刊
- 『昭和丙子賀春詩歌集』 昭和11年(1936年)刊

## 親族
- 孫: 羽山和男（声楽家、歌手）